# Zlaté časy rádia
Zlaté časy rádia (v anglickém originále Radio Days) je americký film z roku 1987, který natočil režisér Woody Allen podle vlastního scénáře. Sleduje dění v jedné rodině během tzv. Zlatých časů rádia, což bylo období předtím, než byl rozhlas vytlačen televizí. Ve filmu hráli například Jeff Daniels, Danny Aiello, Larry David a Mia Farrowová. Byla v něm použita řada dobových písní, například od Glenna Millera, Tommyho Dorseyho či Duka Ellingtona. Allen byl za scénář k filmu nominován na Oscara. Na stejnou cenu byl snímek nominován také za výpravu.